# 오포르토역
우르헬역(스페인어: Urgel)은 마드리드 지하철 5호선의 역이다. 마드리드 카라반첼 구 오파녤 지역의 거리인 발레 델 오로의 지하에 위치해 있다. 요금구역상으로는 A구역에 속한다.

## 역사
1968년 6월 5일 5호선의 카야오 - 카라반첼 구간 개통과 함께 영업에 들어갔다. 2003년부터 2004년까지 내장공사를 진행하여 천장과 벽면을 새로 바꿨다. 1981년 5월 7일에는 이보다 더 깊은 6호선 승강장이 문을 열었다. 6호선 승강장은 한동안 6호선의 종착역으로 남아 있다가 1983년 6월 1일 라구나 역까지의 연장구간이 개통되면서 일반역으로 전환되었다.

## 환승 정보
역 주변에 시내버스 정류장이 일곱 곳 있다. 시외버스 정류장은 두 곳이다.
버스
- 시내버스
  - 34, 35, 55, 81, 108, 118번 노선 (주간)
  - N16, N17, N26번 노선 (야간)
- 시외버스
  - 481, 484, 486번 노선 (주간)

지하철
| 마드리드 지하철           | 마드리드 지하철       | 마드리드 지하철              |
| ------------------------- | --------------------- | ---------------------------- |
| 우르헬 알라메다 데 오수나 | 마드리드 지하철 5호선 | 비스타 알레그레 카사 데 캄포 |
| 카르페타나 순환선         | 마드리드 지하철 6호선 | 오포녤 순환선                |